# Нагасаки (префектура)
Нагаса́ки (яп. 長崎県 Нагасаки-кэн) — префектура в Японии, расположенная на западном побережье острова Кюсю и на многочисленных прибрежных островах — Цусима, Хирадосима, группах островов Гото и Ики. Площадь префектуры составляет 4105,47 км², население — 1 387 171 человек (1 июля 2014), плотность населения — 337,88 чел./км². Административный центр — город Нагасаки.

## Краткие сведения

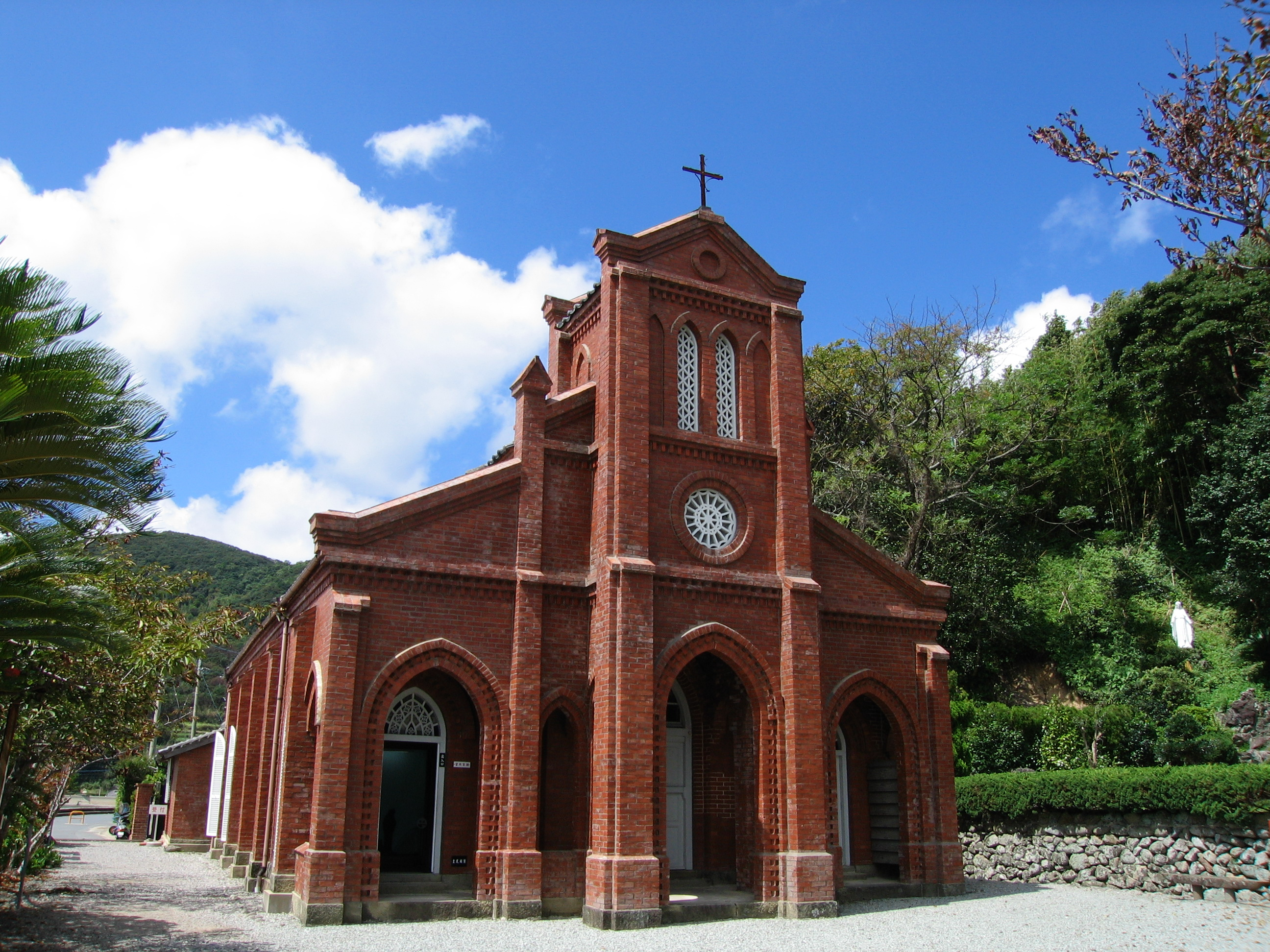
В префектуре Нагасаки проживает крупнейшая в Японии христианская община.

Префектура Нагасаки расположена в западной части Японского архипелага, в северо-западной части острова Кюсю. Она удалена от столицы страны Токио на 1400 км. Префектура имеет выход к Восточно-Китайскому морю. Её площадь составляет свыше 4 100 км2. Большую часть префектуры занимают полуострова, меньшую часть — отдалённые острова. Площадь полуостровной части составляет 55 % от общей площади префектуры. Крупнейшими полуостровами являются Китамацуура, Нисисоноги, Симабара и Нагасаки. В центре полуостровной части пролегает западное ответвление вулканической гряды Тара, величайшей вершиной которой является одноименная гора Тара (1076 м). К отдаленным островам префектуры относятся Ики и Цусима, расположенные в Корейском проливе, а также Хирадо и Гото, расположенные в Восточно-Китайском море.
Префектура Нагасаки была образована на месте бывших провинций Ики, Цусима и западной части провинции Хидзэн. Исторически эти земли выполняли роль японского окна в развитый мир. Географическая близость к материку обусловила их характер транзитёра корейских, китайских и европейских цивилизационных достижений в Центральную Японию. В средневековье на землях префектуры существовали крупные международные порты Хирадо и Нагасаки. В 17 — 19 веках остров Дэдзима был единственным легальным местом контактов японцев с европейцами. Именно оттуда началась вестернизация страны. В новейшие времена префектура стала оплотом Императорского флота, что способствовало развитию местного судостроения и угольной промышленности. Города Нагасаки и Сасебо превратились в одни из самых крупных урбанистических центров региона.
С 1950-х гг. основа хозяйства префектуры — традиционное судостроение, рыболовство, сельское хозяйство и туризм. Удаленность Нагасаки от политических и экономических центров страны является причиной отставания развития сельской местности. Префектура занимает 2-е место в Японии по вылову рыбы и морепродуктов. Доля вылова крупных и средних компаний составляет 70 %, хотя они составляют лишь 10 % от общего количества всех рыбацких предприятий префектуры. Основной отраслью сельского хозяйства является террасное земледелие. Выращивают преимущественно картофель, батат, мандарины, ячмень. Рисоводство развито слабо из-за непригодности рельефа.
Население префектуры Нагасаки постепенно сокращается. В 1960 году оно составляло около 1,76 млн человек, в 1970 году — 1,57 млн, в 1980 году — 1,59 млн, в 1995 году — 1,54 млн человек. По данным переписи 2005 года в префектуре проживало 1,47 млн человек. Резкое сокращение населения имеет место на отдаленных островах префектуры, которые до закрытия угольных шахт в 1970-х годах были центрами угольной промышленности. На этом фоне наблюдается частичный демографический рост в населенных пунктах, прилегающих к городам Нагасаки и Сасебо, в городе Омура, где работает аэропорт Нагасаки, туристическом центре Симабара, а также городе Сайкай, где расположена тепловая электростанция.

## Символика
Эмблема была введена 1 апреля 1991 года. Она представляет собой стилизованную букву «N», а синий цвет эмблемы символизирует море и небо префектуры. Флаг префектуры был утверждён 30 августа 1991 года.
Цветком префектуры избрали рододендрон (Rhododendron kiusianum, 1982) и камелию (1966). Птицей выбрали в 1966 году мандаринку. Также в 1966 году были выбраны животное и дерево префектуры — пятнистый олень и гороховый кипарис.

## География

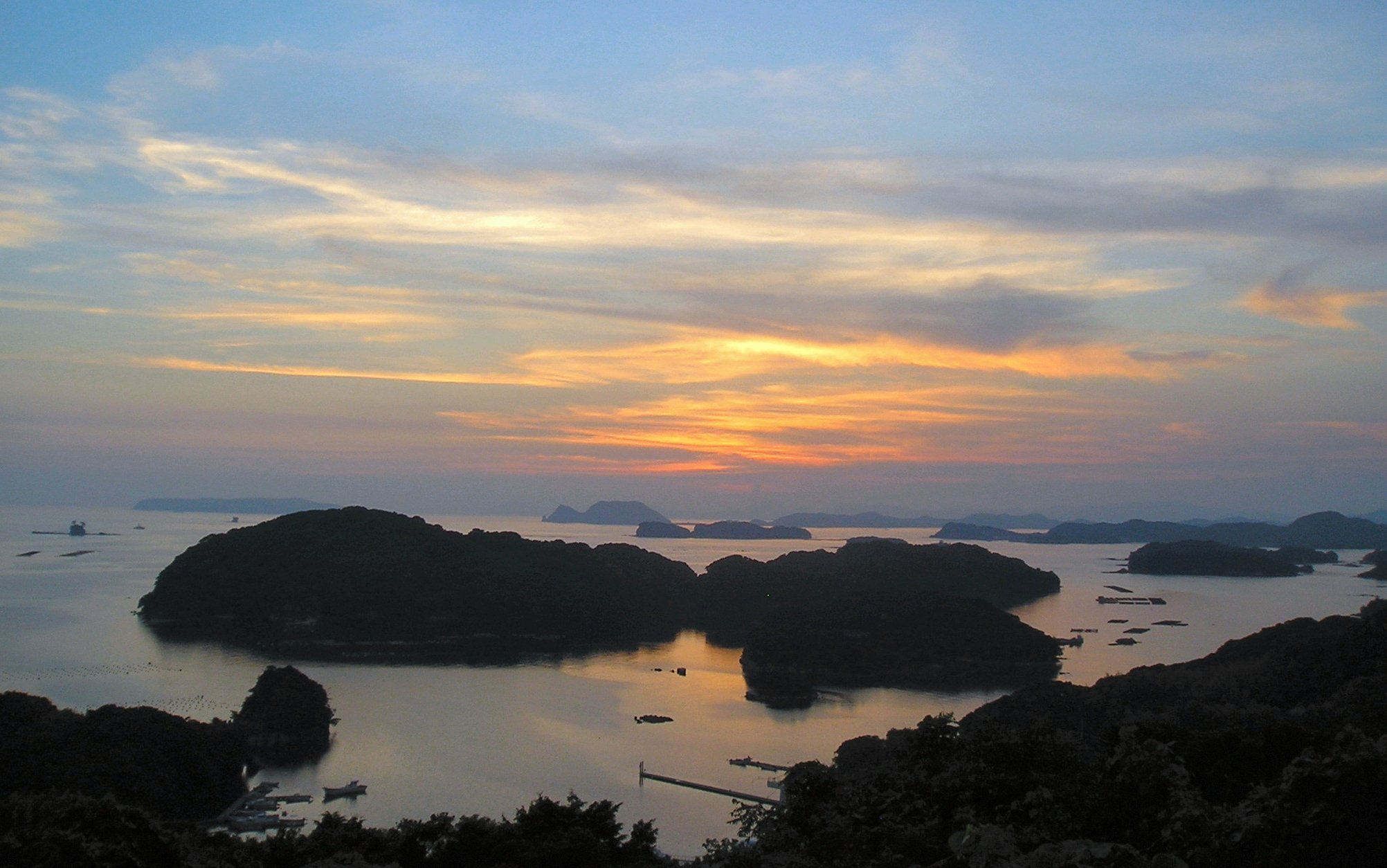
Около половины территории префектуры Нагасаки составляют острова.

Полуострова:
- Китамацуура
- Нагасаки
- Нисисоноги
- Симабара

Острова:
- Острова Гото
- Ики
- Хасима
- Остров Хирадо
- Цусима
- Икэсима

Горы:
- Ундзэн (1483 м)
- Тара (1076 м)
- Кунияма (776 м)
- Ядатэ (649 м)

## Административно-территориальное деление
В префектуре Нагасаки расположено 13 городов и 4 уезда (8 посёлков).

### Города
Список городов префектуры:
| - Гото; - Ики; - Исахая; - Мацуура; - Минамисимабара; - Нагасаки; - Омура; | - Сайкай; - Сасебо; - Симабара; - Ундзен; - Хирадо; - Цусима; |

### Уезды
Посёлки по уездам:
| - Нисисоноги; - Нагаё; - Тогицу; - Хигасисоноги; - Каватана; - Хасами; - Хигасисоноги; | - Китамацуура; - Одзика; - Садза; - Минамимацуура; - Синкамигото; |